# زیگموند هوبر
زیگموند هوبر (آلمانی: Siegmund Huber؛ زادهٔ ۲۲ نوامبر ۱۹۲۴) دوچرخه‌سوار اهل اتریش است.  وی در بازی‌های المپیک تابستانی ۱۹۴۸ شرکت کرده است.